# The Wild Stallion
The Wild Stallion (br: Meu Novo Amigo / pt: O Garanhão Selvagem) é um filme estadunidense de 2009 dirigido por Craig Clyde, e estrelado por Miranda Cosgrove, Danielle Chuchran, Connie Sellecca, Fred Ward, Robert Wagner e Paul Sorvino. Gravado originalmente em 2006, o filme só foi lançado em 6 de outubro de 2009. 

## Sinopse
O filme conta a história de uma garota de 11 anos chamada Hanna Mills (Miranda Cosgrove), que decide fotografar cavalos selvagens para um projeto e tentar ajudar a salvá-los. Sua mãe morreu há três anos de Cancer quando ela tinha nove anos. Depois de visitar uma fazenda nas férias de verão e fazer amizade com outra menina de 11 anos chamada CJ (Danielle Chuchran), a menina aprende sobre atividades ilegais que possam comprometer o cavalo Mustang. Ao longo do filme ela aprende muito sobre os cavalos. Ela encontra o garanhão preto Legend.

## Elenco
- Miranda Cosgrove (como Mills Hanna)
- Danielle Chuchran (como C.J.)
- Fred Ward (como Frank Mills)
- Connie Sellecca (como Maddie)
- Robert Wagner (como Novak - O comprador cavalo selvagem)
- Paul Sorvino (como Xerife Buck)
- Corbin Allred (como Deputado Haynes Morg)
- K.C. Clyde (como Brody Dallas)
- Gib Gerard (como Brody Ty)
- Studer Carlisle (como Lilly)
- Raeann Christensen (como Reynolds Ellie)
- Meek Scotty (como Murdock)
- Lanoue Bob (como Virgílio)
- Michael Lawson (como Alvin Niedermeyer - o cozinheiro)
- Evans Dustin Hunter (como Kyle)